# Piazza al Serchio
Piazza al Serchio és un comune (municipi) de la província de Lucca, a la regió italiana de la Toscana, situat uns 90 km al nord-oest de Florència i uns 40 km al nord-oest de Lucca.
Piazza al Serchio limita amb els següents municipis: Camporgiano, Minucciano, San Romano in Garfagnana i Sillano Giuncugnano.
L'església romànica de Santa Maria Assunta es troba la frazione de Borsigliana.

## Evolució demogràfica[1]
| Gràfica d'evolució demogràfica de Piazza al Serchio entre 1861 i |
|                                                                  |
| Font: ISTAT - Elaboració gràfica de Viquipèdia =                 |